# Album più venduti in Italia negli anni 2020
Le seguenti liste elencano gli album più venduti in Italia durante ogni singolo anno del terzo decennio del XXI secolo, dal 2020 al 2029, secondo i dati raccolti dalla Federazione Industria Musicale Italiana.

## 2020
| 1  | Persona                                          | Marracash                 |
| 2  | Famoso                                           | Sfera Ebbasta             |
| 3  | 23 6451                                          | Thasup                    |
| 4  | DNA                                              | Ghali                     |
| 5  | Mr. Fini                                         | Guè                       |
| 6  | Gemelli                                          | Ernia                     |
| 7  | Accetto miracoli                                 | Tiziano Ferro             |
| 8  | Fuori dall'hype                                  | Pinguini Tattici Nucleari |
| 9  | Il Fantadisco dei Me contro Te                   | Me contro Te              |
| 10 | Vita nera mixtape: aspettando la Divina Commedia | Tedua                     |

## 2021
| 1  | Taxi Driver           | Rkomi                     |
| 2  | Sangiovanni           | Sangiovanni               |
| 3  | Teatro d'ira - Vol. I | Måneskin                  |
| 4  | Blu Celeste           | Blanco                    |
| 5  | Madame                | Madame                    |
| 6  | Plaza                 | Capo Plaza                |
| 7  | Noi, loro, gli altri  | Marracash                 |
| 8  | Ahia!                 | Pinguini Tattici Nucleari |
| 9  | Famoso                | Sfera Ebbasta             |
| 10 | Flop                  | Salmo                     |

## 2022
| 1  | Sirio                                 | Lazza         |
| 2  | Taxi Driver                           | Rkomi         |
| 3  | Blu Celeste                           | Blanco        |
| 4  | Noi, loro, gli altri                  | Marracash     |
| 5  | Il giorno in cui ho smesso di pensare | Irama         |
| 6  | C@ra++ere s?ec!@le                    | thasup        |
| 7  | Salvatore                             | Paky          |
| 8  | Materia (Pelle)                       | Marco Mengoni |
| 9  | Caos                                  | Fabri Fibra   |
| 10 | X2                                    | Sick Luke     |

## 2023
| 1  | Il coraggio dei bambini | Geolier                   |
| 2  | Sirio                   | Lazza                     |
| 3  | La Divina Commedia      | Tedua                     |
| 4  | Fake News               | Pinguini Tattici Nucleari |
| 5  | Materia (Prisma)        | Marco Mengoni             |
| 6  | X2VR                    | Sfera Ebbasta             |
| 7  | Milano Demons           | Shiva                     |
| 8  | Rave, eclissi           | Tananai                   |
| 9  | Madreperla              | Guè                       |
| 10 | Alba                    | Ultimo                    |

## 2024
| 1  | Icon                           | Tony Effe     |
| 2  | Dio lo sa - Atto II            | Geolier       |
| 3  | Vera Baddie                    | Anna          |
| 4  | Tutti i nomi del diavolo       | Kid Yugi      |
| 5  | La Divina Commedia (Deluxe)    | Tedua         |
| 6  | Locura                         | Lazza         |
| 7  | X2VR                           | Sfera Ebbasta |
| 8  | Ferite (Deluxe Edition)        | Capo Plaza    |
| 9  | E poi siamo finiti nel vortice | Annalisa      |
| 10 | Club Dogo                      | Club Dogo     |